# Grupa Ananka
Grupa Ananka je grupa Jupiterovih prirodnih satelita sa sličnim parametrima orbite (vidi tablicu desno). Ova grupa spada među Jupiterove retrogradne nepravilne satelite.
Grupa ima između 7 i 16 članova, ovisno o tome koliko strogo shvaćamo definiciju grupe. Poznati članovi uže grupe, redom od većih prema manjim, su:
- Ananka (najveći satelit, po njemu se zove grupa)
- Praksidika
- Iocaste
- Harpalyke
- Thyone
- Euanthe
- Euporie

Dodatnih 9 rubnih članova grupe su:
- S/2003 J 16
- Mneme
- S/2003 J 3
- S/2003 J 18
- Orthosie
- Thelxinoe
- Hermippe
- Helike
- S/2003 J 15

Međunarodna astronomska unija zadržava pravo da sve retrogradne satelite (pa tako i ovu grupu) imenuje na način da njihova imena završavaju na -e.